# Ceranów (gmina)
Ceranów – gmina wiejska w województwie mazowieckim, w powiecie sokołowskim. W latach 1975–1998 gmina położona była w województwie siedleckim.
Siedziba gminy to Ceranów.
Według danych z 30 czerwca 2004 gminę zamieszkiwało 2531 osób. Natomiast według danych z 31 grudnia 2017 roku gminę zamieszkiwały 2263 osoby.

## Struktura powierzchni
Według danych z roku 2002 gmina Ceranów ma obszar 110,83 km², w tym:
- użytki rolne: 58%
- użytki leśne: 35%

Gmina stanowi 9,8% powierzchni powiatu.

## Demografia

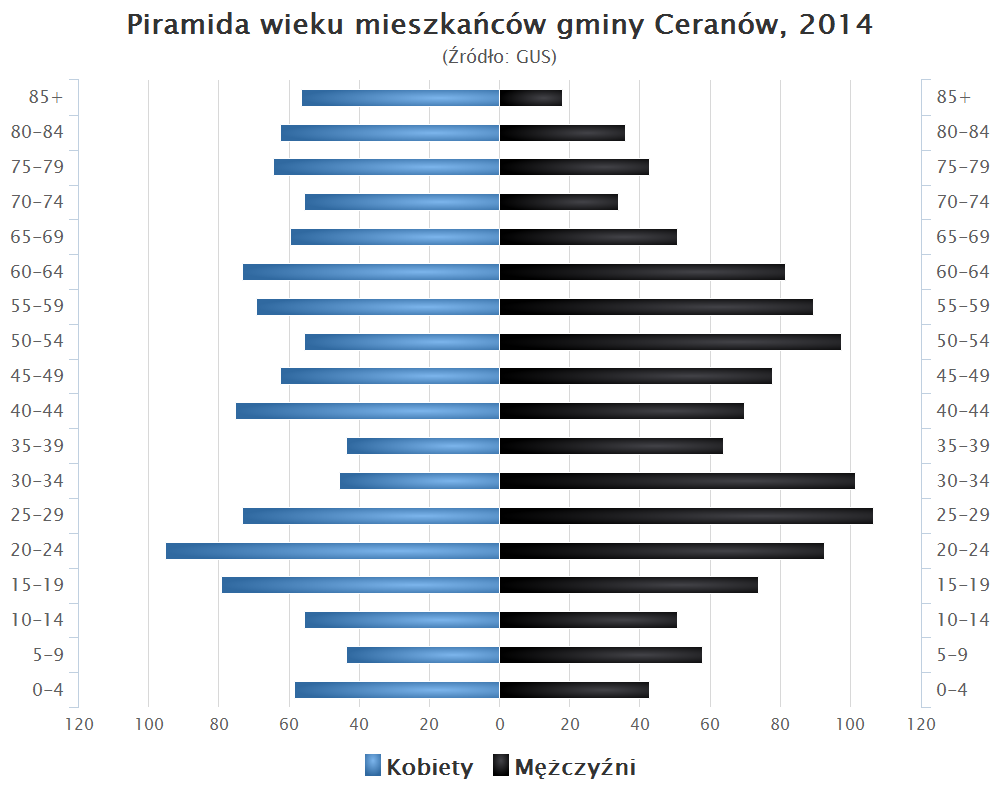
Piramida wieku mieszkańców gminy Ceranów w 2014 roku

Dane z 31 grudnia 2017 roku.
| Opis                              | Ogółem | Ogółem | Kobiety | Kobiety | Mężczyźni | Mężczyźni |
| --------------------------------- | ------ | ------ | ------- | ------- | --------- | --------- |
| jednostka                         | osób   | %      | osób    | %       | osób      | %         |
| populacja                         | 2 263  | 100    | 1 094   | 48,3    | 1 169     | 51,7      |
| gęstość zaludnienia (mieszk./km²) | 20     | 20     | 9       | 9       | 11        | 11        |

## Sołectwa
Adolfów, Ceranów, Garnek, Długie Grodzieckie, Długie Grzymki, Długie Kamieńskie, Lubiesza, Natolin, Noski, Olszew, Przewóz Nurski, Pustelnik, Radość, Rytele-Olechny, Rytele Suche, Rytele-Wszołki, Wólka Nadbużna, Wólka Rytelska, Wszebory, Zawady.

## Sąsiednie gminy
Kosów Lacki, Małkinia Górna, Nur, Sterdyń, Zaręby Kościelne